# Килограм по кубном метру
Килограм по кубном метру је јединица мере за густину и нема посебно име у систему СИ јединица и спада у изведене јединице у том систему.
Густина је једнака 1  означава особину неког материјала да по хомогено испуњеној запремини од једног кубног метра тежи један килограм.